# 滑川町歌
「滑川町歌」（なめがわちょうか）は、日本の埼玉県比企郡滑川町が制定した町歌である。作詞・田口ゆたか、補作・岩瀬ひろし、作曲および編曲・松尾健司。
本記事では、同時に制定された「滑川音頭」（なめがわおんど）についても解説する。

## 解説
比企郡福田村と宮前村が1954年（昭和29年）に合併し、滑川村が発足して25周年となる1979年（昭和54年）11月に「滑川村歌」（なめがわそんか）の表題で制定された。日本コロムビアが岡本敦郎の歌唱による村歌を収録したシングル盤（規格品番：PES-7949-CP）を製造している。
滑川村は合併から30年後、村歌制定から5年後の1984年（昭和59年）に町制を施行して滑川町となったため「滑川町歌」に改題されたが、歌詞は変更されていない。1994年（平成6年）には町制10周年を記念しトラック1に町歌、トラック2に町民音頭、トラック3以降に町内の滑川幼稚園園歌および宮前小学校・福田小学校・滑川中学校の校歌を収録したミニアルバムがコロムビアへの委託製造（GSS-1226-CP）により作成された。また、制定時のレコードと同内容で町歌と音頭の2曲を収録したCDが町役場で販売されている。

### 滑川音頭
「滑川音頭」は村歌と同時に制定され、同じレコードのB面に島倉千代子の歌唱で収録された音頭である。作詞・岩瀬ひろし、作曲および編曲・松尾健司。制定当初は村民音頭であったが、5年後の町制施行により現在は町民音頭とされている。
歌詞は全7番だが、レコードでは収録時間の都合により5・6番が省略されている。